# Danh sách thành phố Phần Lan
Dưới đây là danh sách các thành phố của Phần Lan.
- Alajärvi
- Alavus
- Anjalankoski
- Ekenäs
- Espoo
- Forssa
- Haapajärvi
- Haapavesi
- Hamina
- Hanko
- Harjavalta
- Heinola
- Helsinki (thủ đô)
- Huittinen
- Hyvinkää
- Hämeenlinna
- Iisalmi
- Ikaalinen
- Imatra
- Jakobstad
- Joensuu
- Juankoski
- Jyväskylä
- Jämsä
- Jämsänkoski
- Järvenpää
- Kaarina
- Kajaani
- Kalajoki
- Kankaanpää
- Kannus
- Karis
- Karkkila
- Kaskinen
- Kauhajoki
- Kauhava
- Kauniainen
- Kemi
- Kemijärvi
- Kerava
- Keuruu
- Kitee
- Kiuruvesi
- Kokemäki
- Kokkola
- Kotka
- Kouvola
- Kristinestad
- Kuhmo
- Kuopio
- Kuortane
- Kurikka
- Kuusamo
- Kuusankoski
- Lahti
- Laitila
- Lappeenranta
- Lapua
- Lieksa
- Lohja
- Loimaa
- Loviisa
- Mariehamn
- Mikkeli
- Mänttä
- Naantali
- Nilsiä
- Nivala
- Nokia
- Nurmes
- Nykarleby
- Närpes
- Orimattila
- Orivesi
- Oulainen
- Oulu
- Outokumpu
- Paimio
- Pargas
- Parkano
- Pieksämäki
- Pori
- Porvoo
- Pudasjärvi
- Pyhäjärvi
- Raahe
- Raisio
- Rauma
- Riihimäki
- Rovaniemi
- Saarijärvi
- Salo
- Savonlinna
- Seinäjoki
- Somero
- Suolahti
- Suonenjoki
- Tampere
- Toijala
- Tornio
- Turku
- Ulvila
- Uusikaupunki
- Vaasa
- Valkeakoski
- Vammala
- Vantaa
- Varkaus
- Viitasaari
- Virrat
- Ylivieska
- Ylöjärvi
- Ähtäri
- Äänekoski